# Yucca aloifolia
Espèce
Le Yucca à feuilles d’Aloès ou Baïonnette espagnole (Yucca aloifolia) est une espèce de Yuccas originaire du Mexique et du sud des États-Unis, où elle pousse dans les zones sableuses, notamment sur les dunes, le long des côtes. Elle est appréciée comme plante ornementale.

## Origine
Le yucca à feuilles d’aloès est originaire de la côte du golfe du Mexique, son aire d’origine s’étendant depuis le sud de la Virginie et la Floride, tout au long de la Côte du Golfe jusqu’à la péninsule du Yucatán, ainsi que dans les Bermudes et une partie des Caraïbes. Il peut pousser jusqu’à une altitude de 1 800 m.
Il a été introduit aux Bahamas, en Argentine, en Uruguay, au Pakistan, en Afrique du Sud, en Mauritanie, en Australie, en Italie et dans la péninsule ibérique.

## Morphologie
Yucca aloifolia peut atteindre 6 à 7 m de haut, avec un tronc dont la circonférence peut atteindre les 12 cm. Les troncs peuvent pousser seuls ou en bouquet de deux ou trois, et sont simples, ne présentant des branches que rarement. Les feuilles se présentent comme des lames vert foncé, épaisses et rigides, plates ou légèrement concaves, se terminent en pointe. Elles atteignent une longueur de 12 à 40 cm pour 2 à 6 cm de large. Les feuilles les plus jeunes poussent au sommet, les plus anciennes, situées plus bas, finissent par sécher et pendre le long du tronc en formant une jupe protectrice. À force de s’allonger, les troncs peuvent se recourber vers le sol sous le poids de la tête, permettant la naissance de rejets. La tête de la tige principale se redresse alors pour continuer sa croissance.
La floraison a lieu à l’automne. L’inflorescence se fait en panicule conique de 45 à 60 cm de long, au sommet de la plante. Les fleurs, qui atteignent les 7 cm de long, sont coniques, avec un périanthe globuleux et des tépales étalés de couleur crème, avec une base verte ou violette. Les fruits, ovoïdes, mesurent de 3 à 5 cm ; la pulpe, charnue, est violette. Les graines sont ovales, noires, d’un diamètre de 5 à 7 mm pour une épaisseur de 2,5 mm.

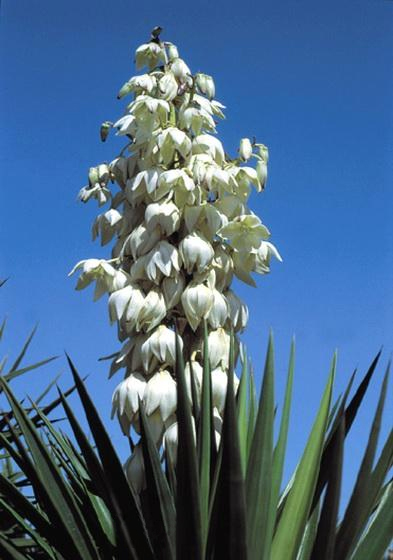
Panicule
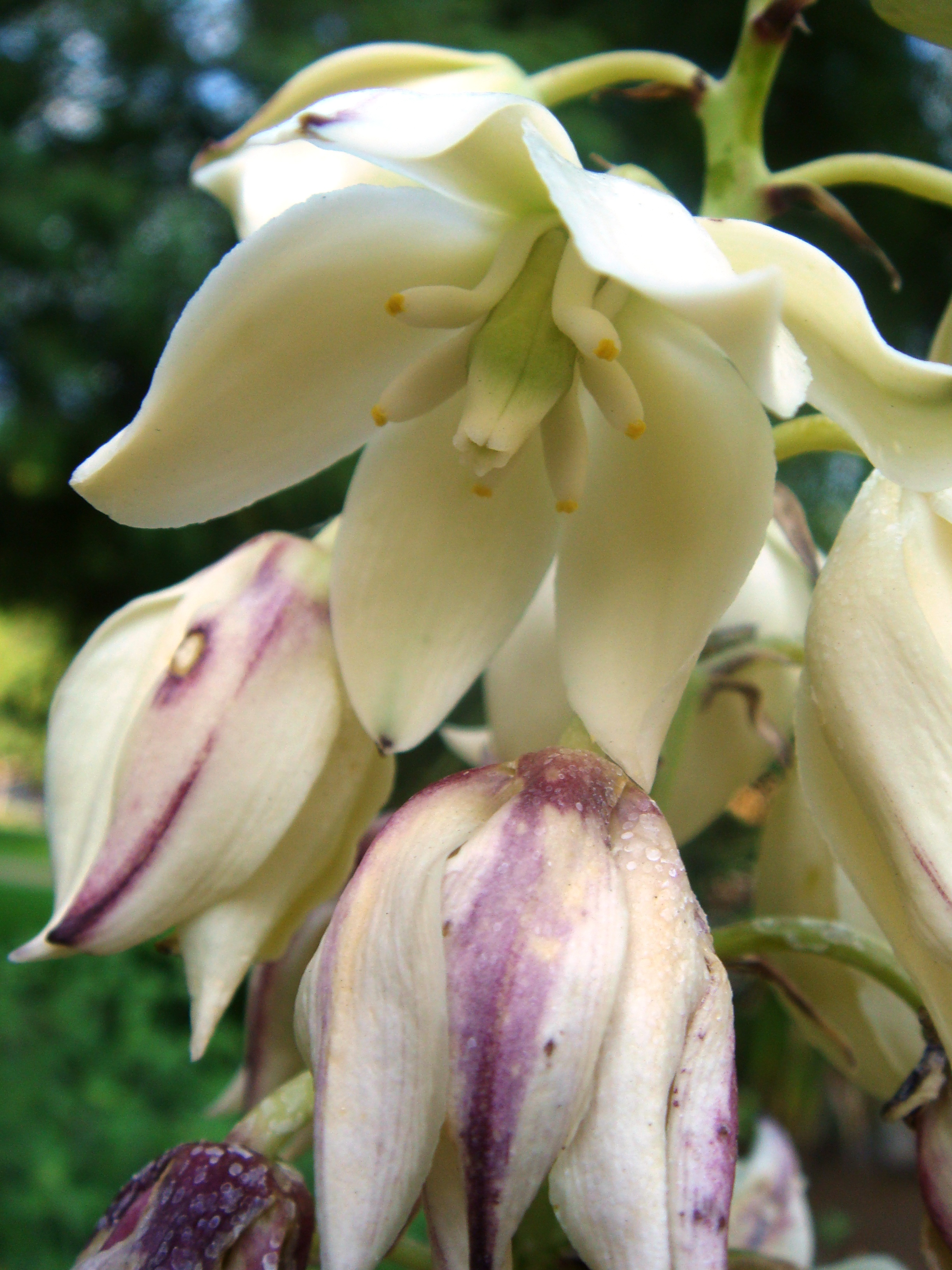
Fleurs
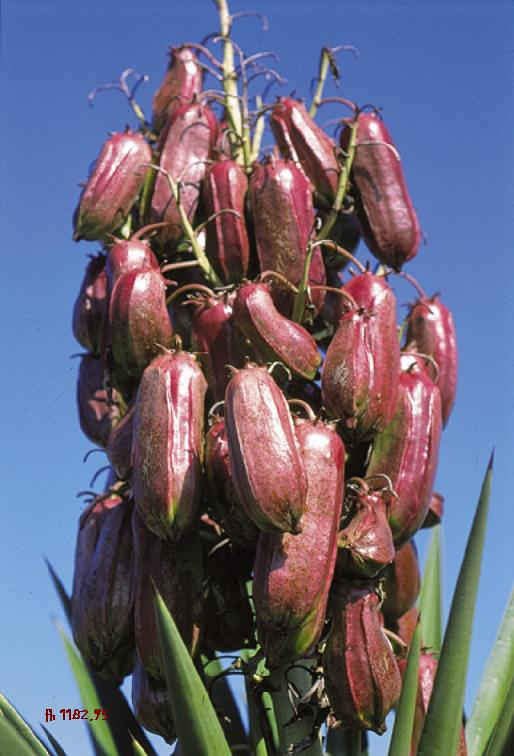
Grappe de fruits
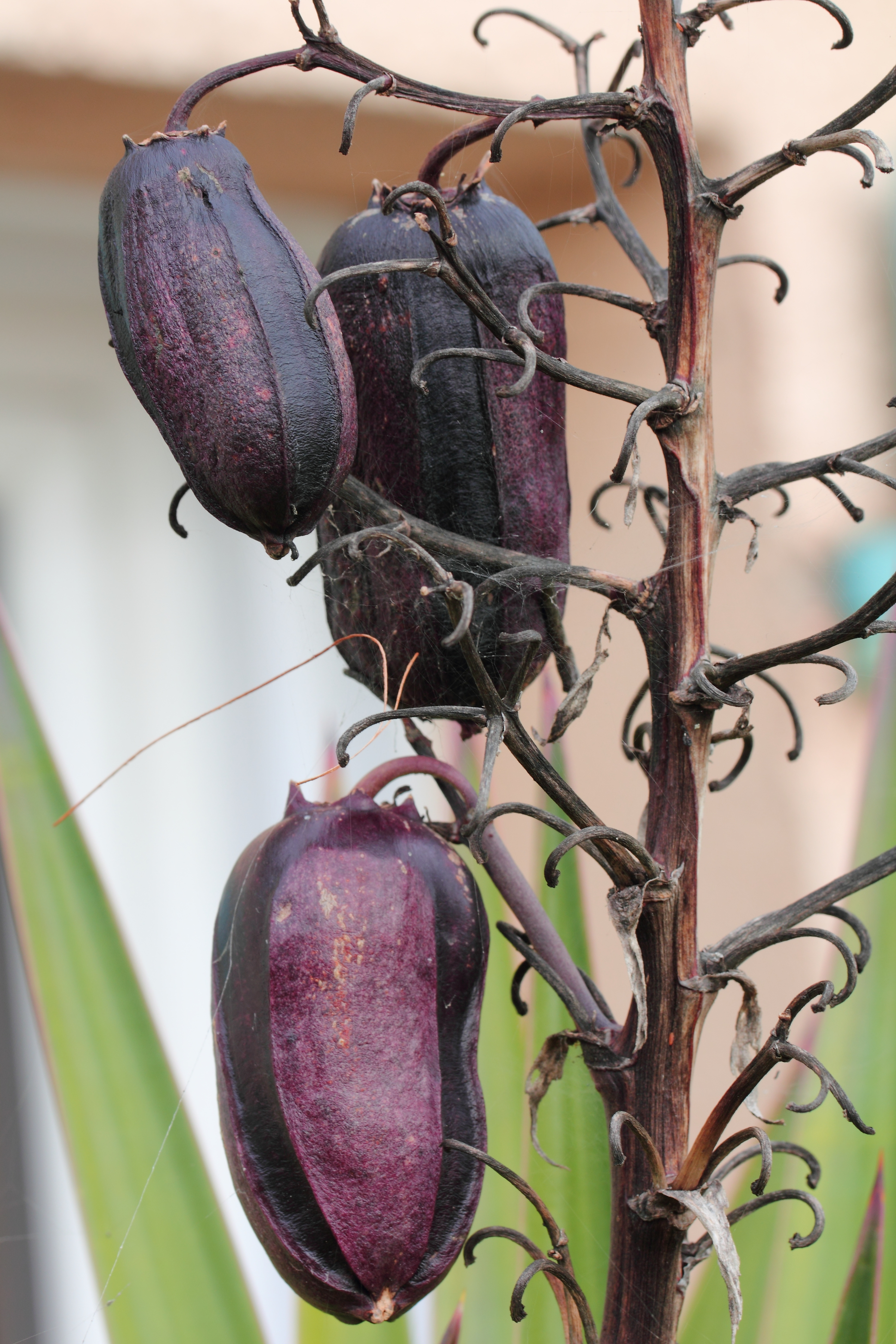
Fruits

## Écologie
Le yucca à feuilles d’aloès est une plante rustique, appréciant les sols drainants et secs, comme les littoraux sablonneux. Elle nécessite une exposition ensoleillée, et préfère les températures chaudes, la germination se faisant entre 25 et 35 °C ; toutefois, elle peut résister jusqu’à −17 °C.
Il s’agit d’une des seules espèces de yuccas à pouvoir produire des graines en Europe.
L’espèce est génétiquement proche de Yucca gloriosa.

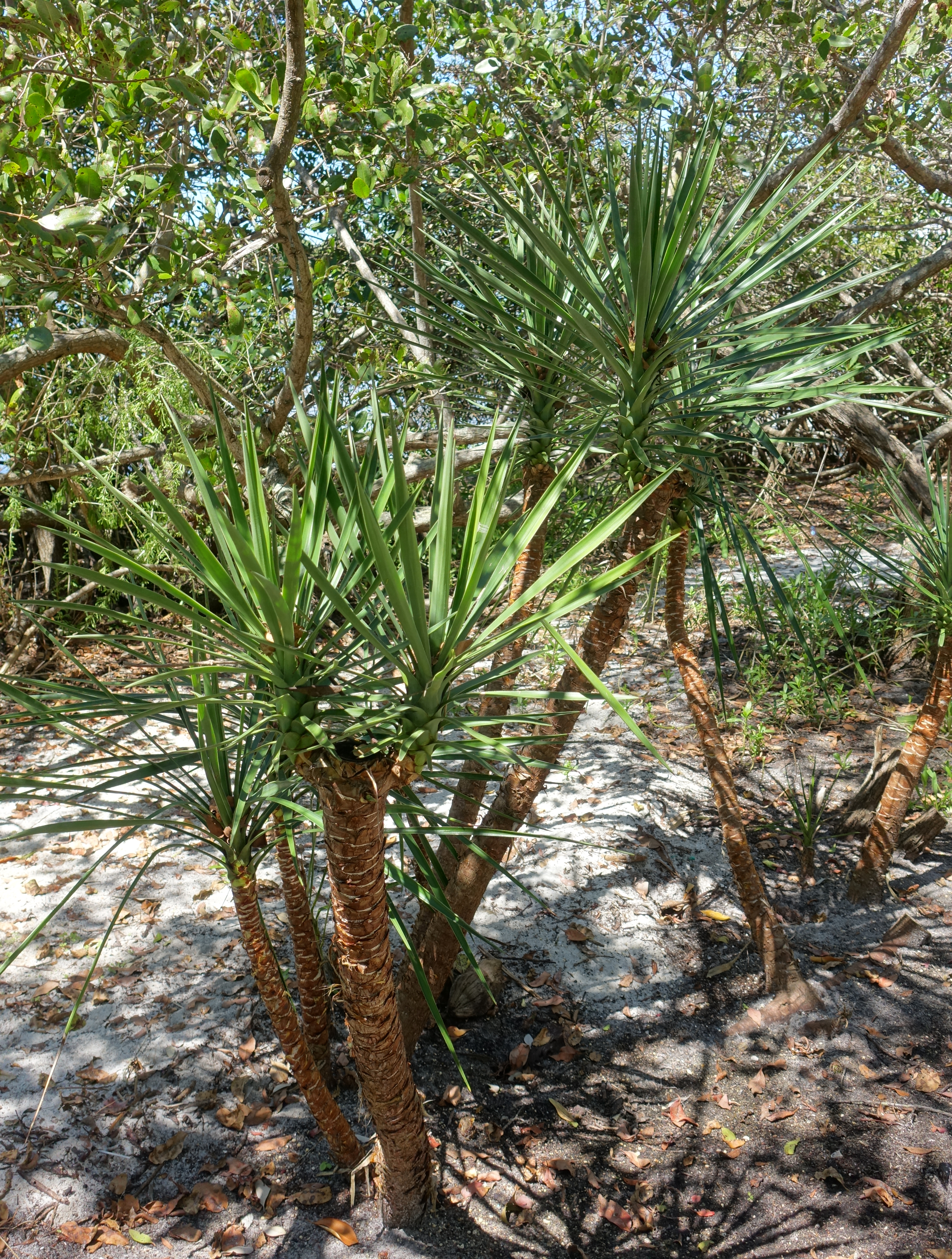
Y. aloifolia en Floride
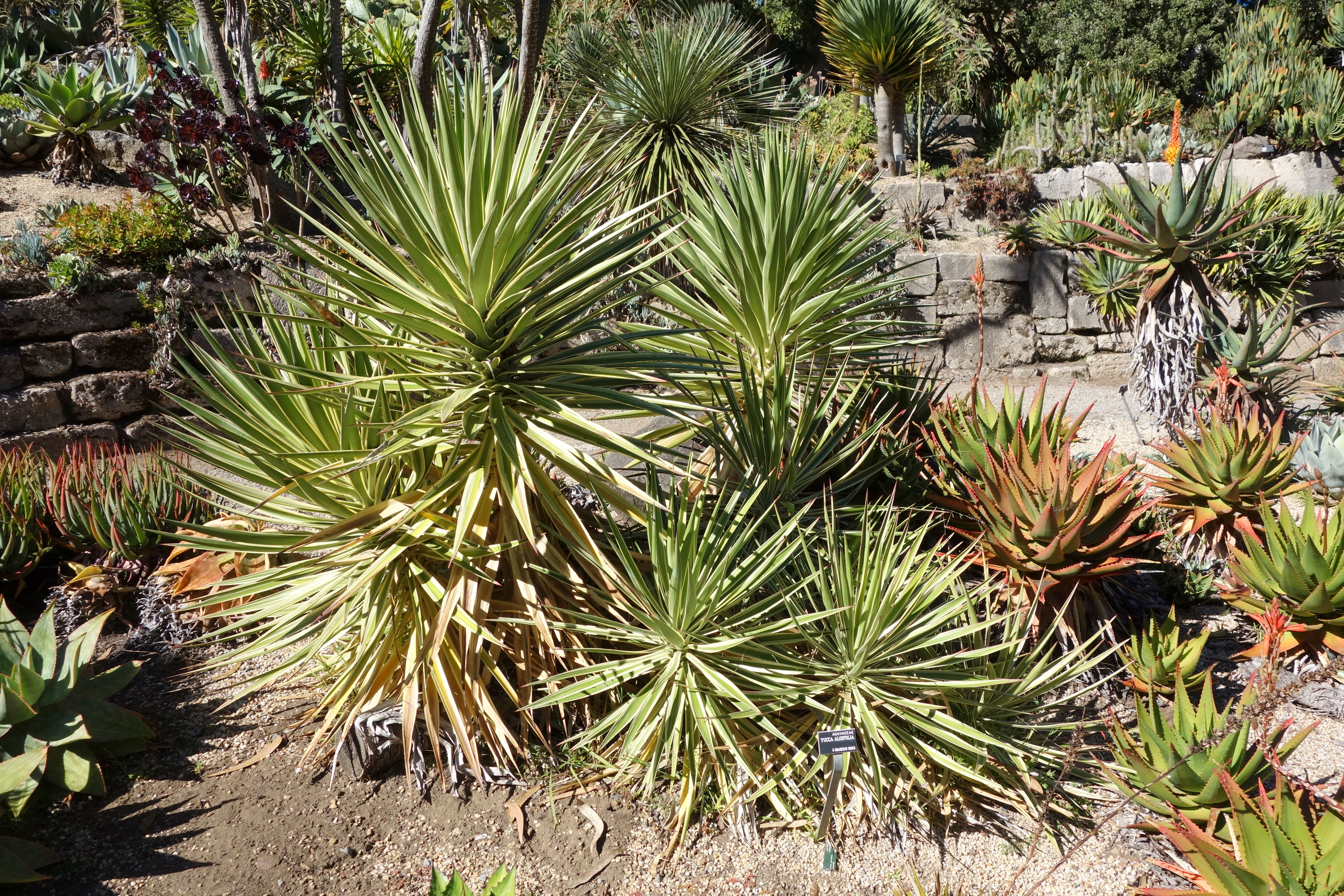
Y. aloifolia au jardin botanique de San Francisco
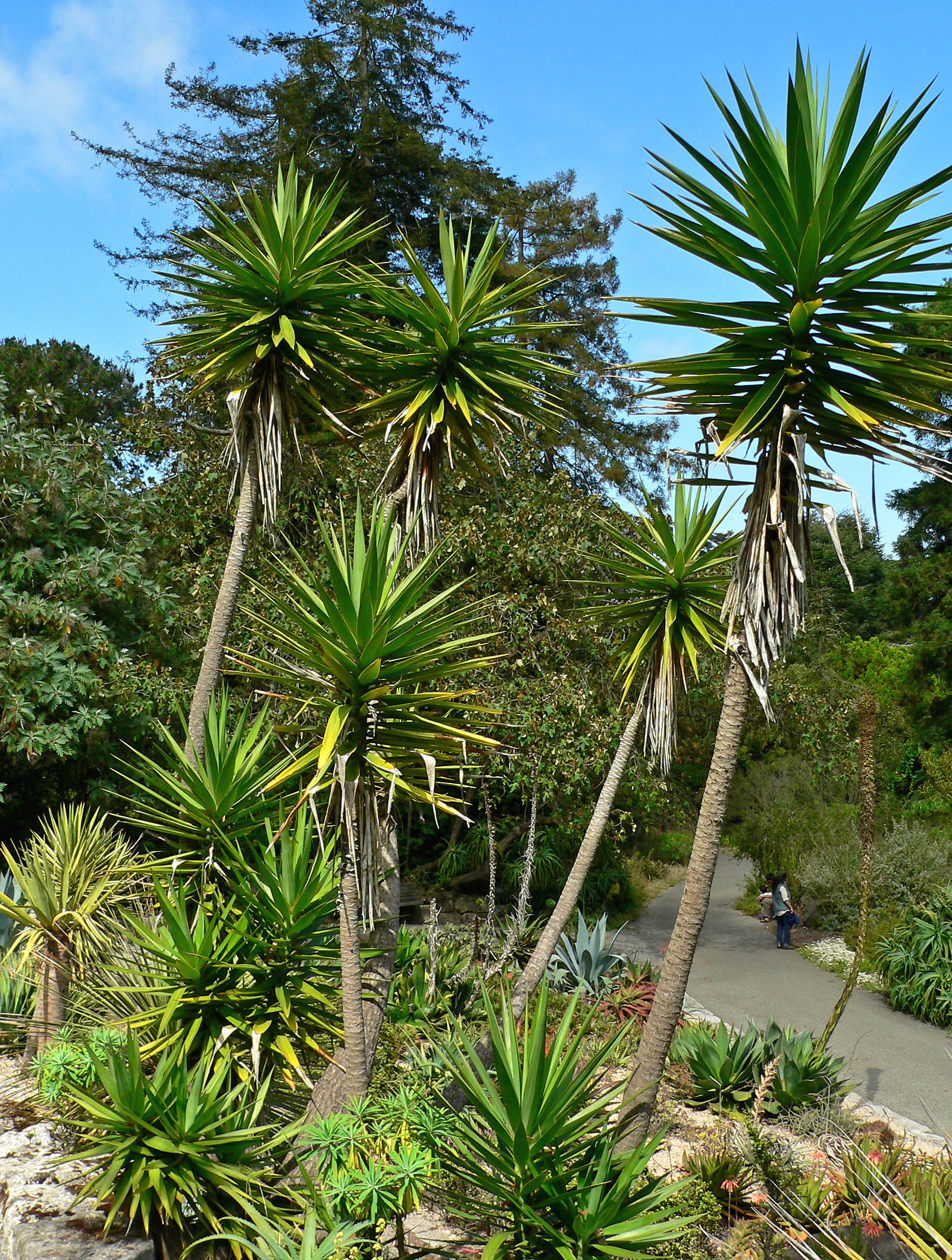
Ibid.
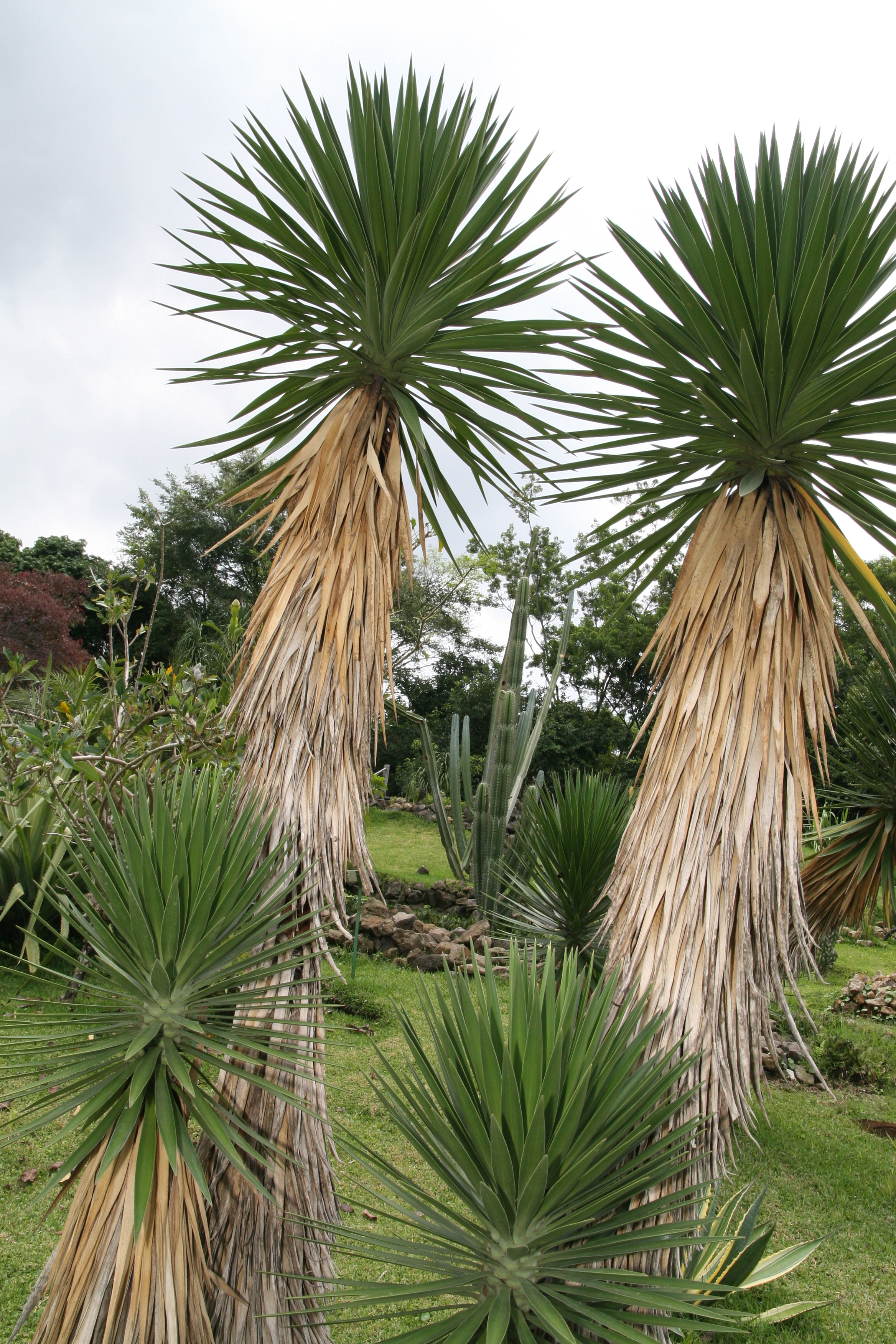
Y. aloifolia au Costa-Rica
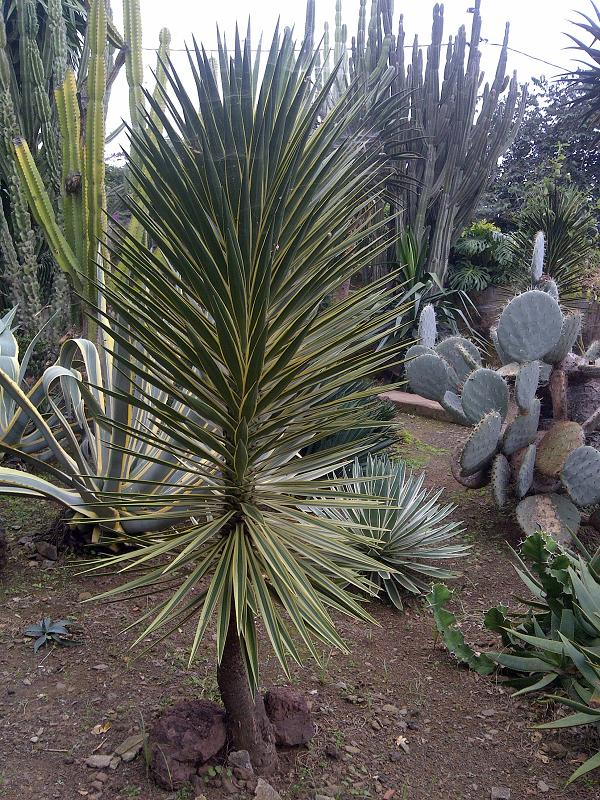
Y. aloifolia Variegata à Madère
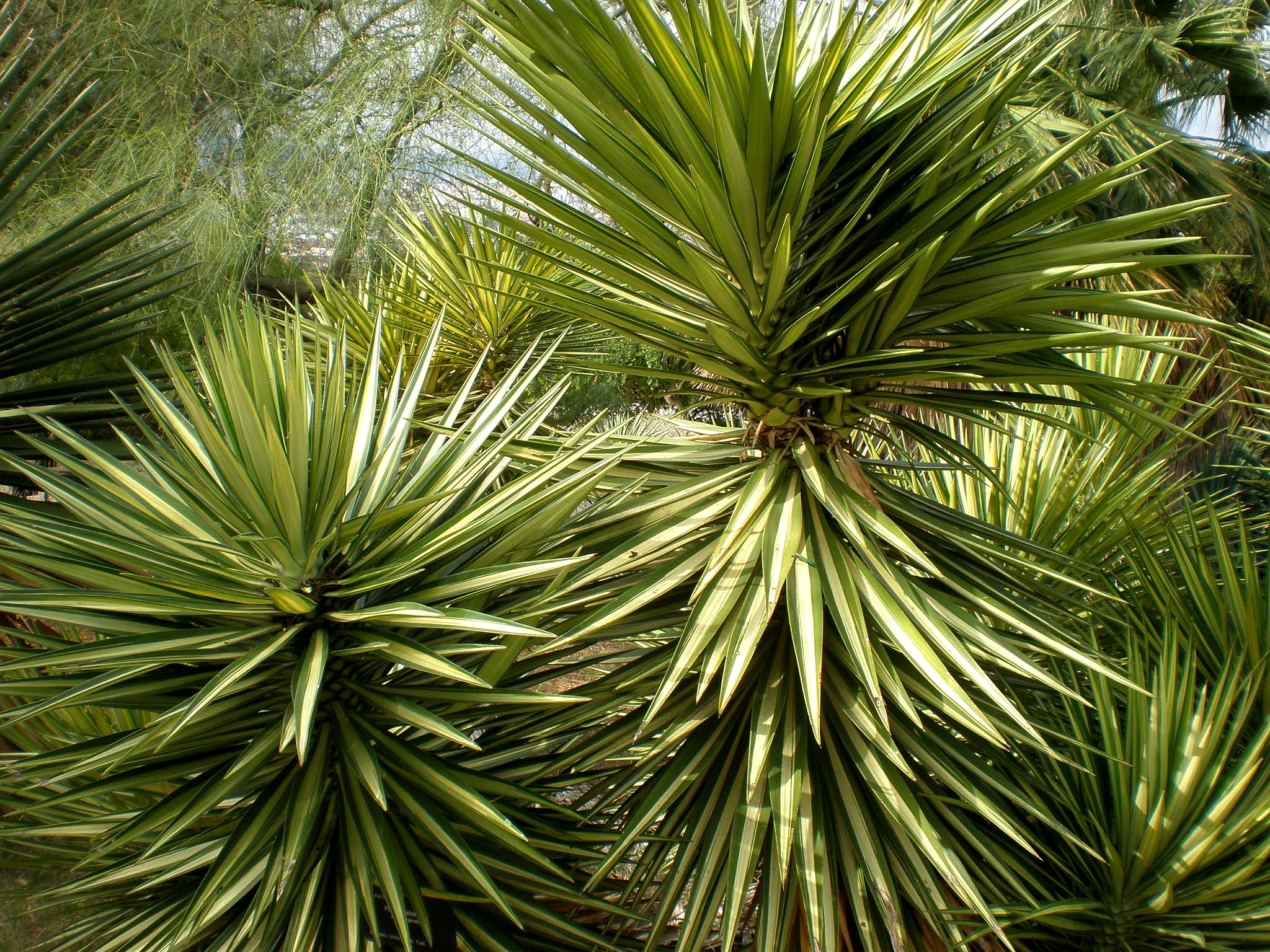
Y. aloifolia Marginata à Barcelone